# Tegostoma mirabilis
Tegostoma mirabilis là một loài bướm đêm trong họ Crambidae.